# Надбородник безлистий
Надборо́дник безли́стий (Epipogium aphyllum) — реліктова багаторічна рослина родини зозулинцевих. Вид занесений до Червоних книг України, Німеччини, Росії та Польщі. Рідкісна декоративна культура.

## Опис

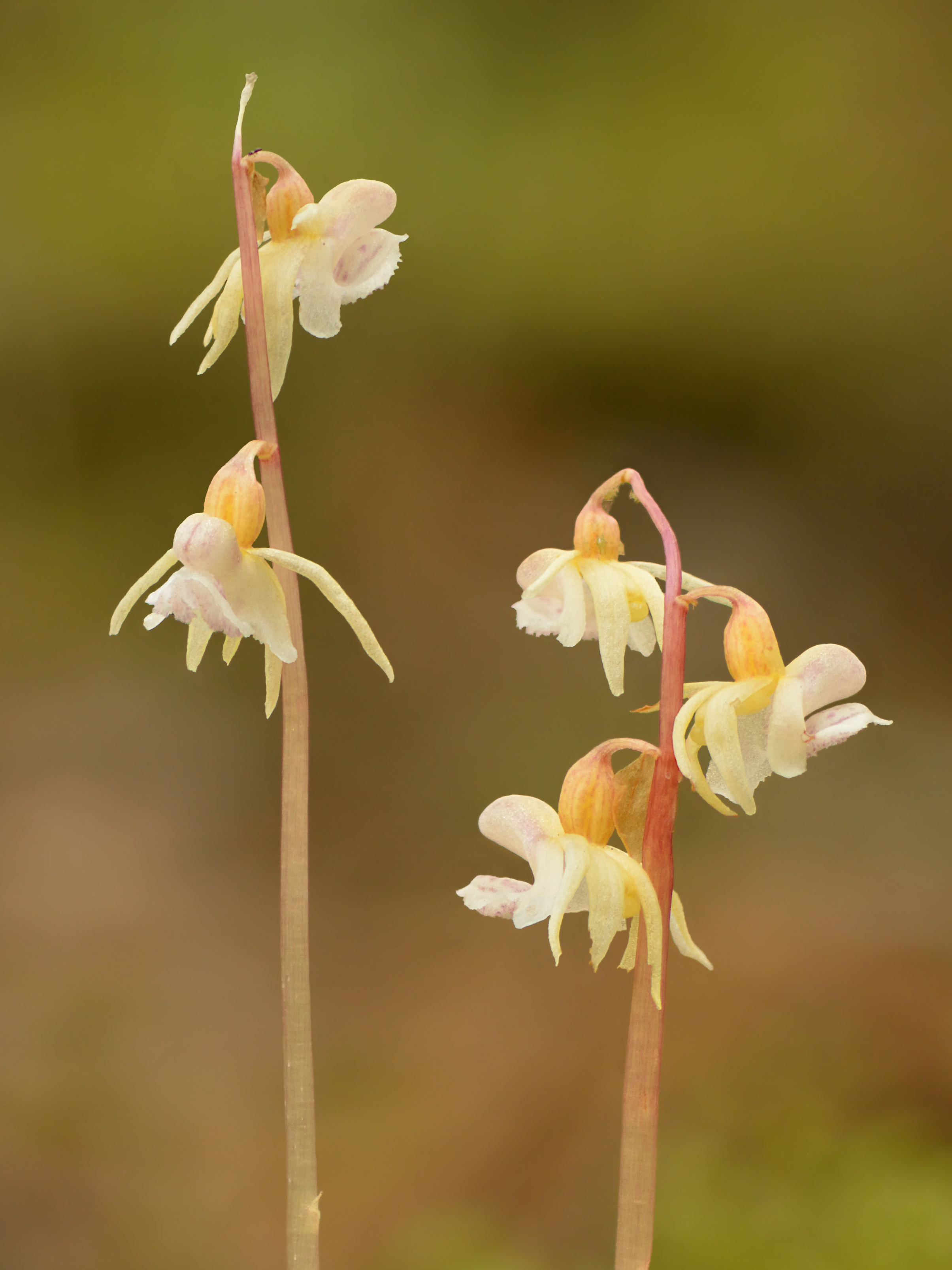
Загальний вигляд суцвіття

Трав'яниста рослина 5-32 см заввишки, геофіт. Кореневище буре, коралоподібне, членувате, з білими тонкими довгими гонами, без коренів. Стебло голе, порожнисте, вище основи трохи здуте, жовтувате або вгорі трохи червонувате. Листки мають вигляд нечисленних (2-3 шт.), щільно прилеглих, плівчастих, напівпрозорих, жовтуватих піхов. Усі надземні органи позбавлені хлорофілу.
Суцвіття — китиця, що складається з 2-8 квіток, на початку цвітіння звисла, пізніше — пряма. Квітки фіолетово-жовтуваті, пониклі, видають приємний аромат, схожий на запах бананів. Квітконіжки не скручені, коротші від зав'язі. Приквітки лінійно-ланцетні, тупуваті, відхилені, завдовжки до 1 см. Листочки оцвітини ясно-жовтуваті, іноді — з фіолетово-червоними смужками, жолобчасті, завдовжки до 15 мм. Губа завдовжки 5-10 мм, біла з червонуватими сосочками. Шпорка товста, червонувата або світло-фіолетова. Плід — коробочка.
Число хромосом 2n = 68.

## Екологія

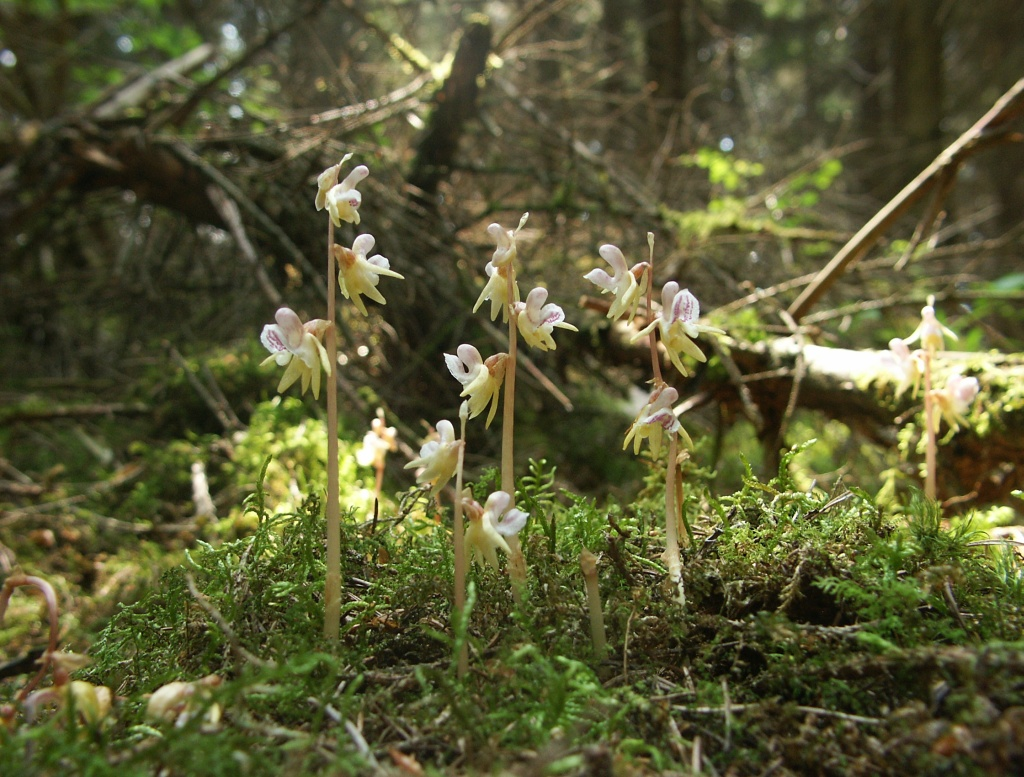
Типовий вигляд рослин у природному середовищі

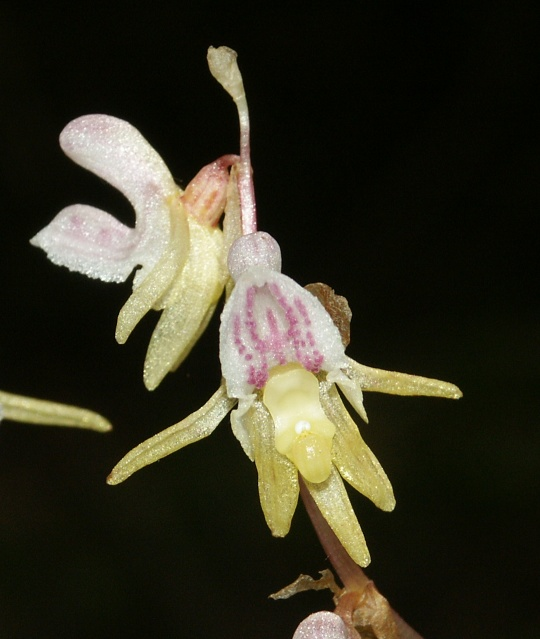
Квіти великим планом

Рослина морозостійка, тіньовитривала, помірно вологолюбна, полюбляє добре гумусовані ґрунти. Зростає у вологих тінистих ялинових, ялицевих, соснових, букових, дубових, грабово-дубових лісах, біля джерел і на берегах струмків. Оскільки у надбородника безлистого відсутні корені і хлорофіл, він не здатен ані всмоктувати значну кількість мінеральних речовин, ані синтезувати органічні. Усі необхідні для побудови органів пластичні речовини ця рослина отримує через мікоризу гриба, з яким вона мешкає у симбіозі. Гіфи грибниці пронизують кореневище орхідеї з одного боку, з іншого боку та ж сама мікориза пов'язана з кореневою системою дерев (найчастіше хвойних). Серед симбіотичних грибів, з якими співмешкає надбородник безлистий, найпоширеніші це гебеломи, моховики, рижики, хрящ-молочники та телефори.
Квітне у липні, плодоносить у серпні. За несприятливих умов рослина може тривалий час вести прихований спосіб життя, а в окремих випадках навіть квітнути під землею. Запилення відбувається за допомогою комах, самозапиленню перешкоджає анатомічна будова квітки. Загалом плодів зав'язується небагато, тому насіннєве розмноження не є для цього виду головним. Відтворення відбувається переважно за рахунок відокремлення від материнського кореневища столонів, які дають нові рослини.

## Поширення
Ареал виду охоплює Атлантичну і Середню Європу, Скандинавію, Середземномор'я, Кавказ, Малу Азію, Сибір, Далекий Схід, Китай, південь Гімалаїв і Японські острови.
В Україні ця орхідея трапляється переважно у Карпатах, Буковинському Прикарпатті, на Хотинській височині у Прут-Дністровському межиріччі, на півдні Поділля, у Гірському Криму та поблизу Києва.

## Значення і статус виду
Набородник безлистий занесений до Додатку II Конвенції про міжнародну торгівлю видами дикої фауни та флори, що перебувають під загрозою зникнення (CITES). Скорочення чисельності спостерігається по всьому ареалу, тому збір рослин, навіть з науковою метою, суворо заборонений. Вид вважався вимерлим у Великій Британії, але знайдений на теренах цієї країни знов. В Україні ця незвичайна орхідея охороняється у Ялтинському гірсько-лісовому, Кримському, Карпатському заповідниках, а також в Карпатському національному природному парку і ландшафтному заказнику «Буковинські водоспади».
Цей вид можна культивувати у саду, але тільки в тому разі, якщо на ділянці створено умови для розвитку симбіотичних грибів: затінок, пухкий, плодючий ґрунт, достатня вологість, наявність дерев відповідних порід (див. розділ «Екологія»). Виростити цю орхідею у горщику практично неможливо, оскільки її співмешканець — гриб — пов'язаний з кореневою системою лісових дерев.

## Синоніми
| - Epipactis epipogium (L.) All. - Epipogium aphyllum f. albiflorum Y.N.Lee & K.S.Lee - Epipogium aphyllum var. stenochilum Hand.-Mazz. - Epipogium epipogium (L.) H.Karst. - Epipogium generalis E.H.L.Krause - Epipogium gmelinii Rich. | - Epipogon epipogium (L.) H. Karst. - Limodorum aphyllum (F.W. Schmidt) Sw. - Limodorum epipogium (L.) Sw. - Orchis aphylla F.W.Schmidt - Satyrium epipogium L. - Serapias epigogium (L.) Steud. |